# Mikrohärte
Die Mikrohärte ist ein Werkstoffkennwert für verschiedene Materialien.
Bei Metallen werden mit dem System der Mikrohärte Härtewerte für einzelne Gefügebestandteile untersucht, dies im Gegensatz zur Makrohärte, mit der ein Härtewert über die gesamte metallische Matrix eines Werkstoffes ermittelt wird. Dazu wird meist das Härteprüfverfahren nach Vickers eingesetzt.
Bei Elastomeren wird eine Nadel mit einer Spitze von Ø0,4 mm in die Körperoberfläche eingedrückt und mit einer Kraft von 153,3±1 mN belastet, wobei nur die Härte der Deckschicht bestimmt wird. Auf diese Weise kann festgestellt werden, ob die Oberfläche durch Einwirkung von Chemikalien gealtert ist oder durch Waschmittel weichgemacht wurde. Die Einheit der Mikrohärte ist IRHD.